# Las maestras de la República
Las maestras de la República es un documental español de 2013, dirigido por Pilar Pérez Solano.

## Argumento
Las maestras republicanas fueron unas mujeres valientes y comprometidas que participaron en la conquista de los derechos de las mujeres y en la modernización de la educación, basada en los principios de la escuela pública y democrática. El film rescata la memoria y la relevancia de las maestras que trabajaron durante la II República española y que fueron piezas clave en la conquista de los derechos de las mujeres y en la modernización de la educación. La película se articula a través de la recreación del papel de una maestra de la época, la utilización de imágenes de archivo y la entrevista a investigadores y familiares.

## Contexto histórico
Las maestras republicanas simbolizan el proyecto de transformación social y cultural de la II República.

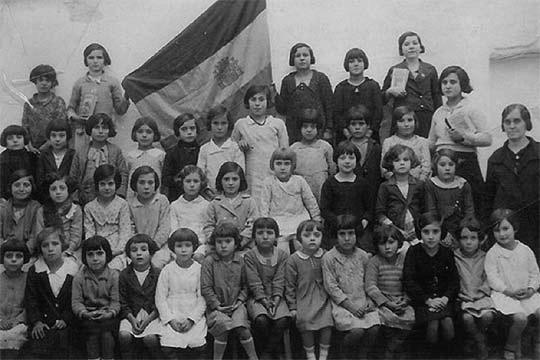
Maestras españolas ca. 1931 Saucejo

Este nuevo régimen, que se iniciaba en la primavera del año 1931, supuso un gran adelanto en materia de derechos para las mujeres, que aumentaron su participación en todos los espacios públicos y privados. Uno de los objetivos de la República era garantizar el derecho social a la educación. Se tenían que crear escuelas que liberaran el país del peso de la ignorancia y de la pobreza. Su modelo consistía a llevar a cabo una enseñanza única basada en el principio de igualdad. Una escuela pública obligatoria y gratuita capaz de garantizar la desaparición de diferencias entre el alumnado. Los profesores y profesoras eran las almas de la escuela. Se creó un nuevo plan de formación en que hombres y mujeres estudiaban juntos y en el que el claustro de las escuelas de magisterio, por primera vez en la historia, también era mixto.

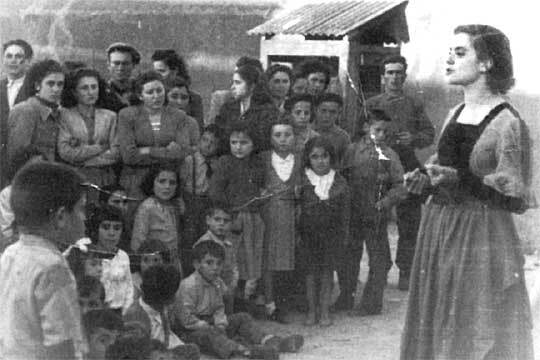
Maestras españolas ca. 1936

Luz Martínez Ten, directora del proyecto FETE-UGT, responsable de la investigación y documentación de la película, indica que la carrera de magisterio era una carrera corta, económica y con salida laboral, que permitió que las mujeres pudieran entrar dentro del sistema público de trabajo. FETE-UGT destacó que el legado de las maestras republicanas “es hoy en día un referente de la educación, puesto que las investigaciones, ensayos, propuestas didácticas y pedagógicas que nos dejaron son más necesarias que nunca para impulsar un proyecto educativo en la construcción de un mundo democrático. Por eso, en los tiempos tan críticos como los que estamos viviendo, con un continuo ataque a la educación y a otros derechos sociales que son fundamentales para el desarrollo de nuestra democracia y bienestar, volvemos sobre sus pasos y recordamos aquellos momentos en qué lucharon para conseguir mayores cuotas de igualdad, solidaridad y justicia". Como indica la directora y guionista del documental, Pilar Pérez Solano: “Eran mujeres que fumaban, iban en metro, eran mujeres independientes que chocaban en aquella época con el machismo tradicional (…) además, no dependían de los hombres para vivir, no necesitaban casarse, tenían su dinero." La historiadora Carmen Agulló Díaz, por su parte, destaca que se cortaron el cabello y las faldas, mientras podían escoger ser madres o tener su propia vida. Con la llegada de la Guerra civil española, muchas de aquellas maestras tuvieron que partir al exilio, como María Sánchez Arbós; otras sufrieron la represión en silencio, como Julia Vigre (presidenta de FETE).

## Producción
El documental, como dice el crítico Jordi Alcalde, “es discreto en sus formas (un tradicional esquema televisivo), pero de innegable interés por su contenido”. La historia empezó en unas jornadas sobre las maestras republicanas en la Biblioteca Nacional de Madrid, organizadas por la Federación de la Enseñanza de UGT. En la sala, aparte de Pilar Pérez Solano, había personas del antiguo alumnado que recordaban el compromiso de las profesoras, muchas de las cuales fueron a prisión para defender la educación laica, pública y mixta; la universalización de la educación era uno de los pilares de la II República, pero estas maestras también se implicaron en asociaciones, sindicatos y partidos políticos. Cómo comenta la directora: “A ellas se las sancionó doblemente por ser mujeres. Lucharon por los valores igualitarios en una escuela para todos, siguiendo un modelo que no era lo de la mujer del nacionalcatolicismo".
Luz Martínez Ten invitó a Pilar Pérez Solano a las jornadas y enseguida vio que había que hacer una película sobre aquellas heroínas comprometidas repletas de deseos de transformar la sociedad. A continuación, Pérez Solano leyó el libro y, como ella misma dice, ahí descubrió, no solo la fuerza de las maestras, sino el entusiasmo con el cual muchos investigadores intentaban recuperar su memoria, sus nombres, y lo que pasó realmente. Entonces, vino la fase de documentación y la de las entrevistas. El proceso de recopilación de documentación se hizo con la ayuda desinteresada de la gente y de organizaciones como la Filmoteca de València o la Fundació Alcalá Zamora. Según comenta la directora, al principio solo querían hacer un documental de veinte minutos, puesto que no disponían de demasiados recursos, pero a medida que aumentaba el conocimiento del tema, el proyecto también fue creciendo paralelamente. Para romper con el documental convencional, crearon la figura de la maestra interpretada por Laura de Pedro, que aparece siempre vestida como una maestra de la época y en un escenario casi intacto, como es el Instituto Isabel la Católica, del Instituto Escuela de 1928. Esta figura sirve de transición entre los diferentes bloques temáticos, aunque no de una manera explícita. La historia ficcionada de la maestra viene acompañada por la voz en off que recita textos extraídos del libro Historia de una maestra, de Josefina Aldecoa. La ficción se combina con la historia de Hilda Farfante, hija de maestros republicanos asesinados el 1936, junto a otras historias, como la de Alfonso Vigre, hermano de Julia Vigre, que fue presidenta de FETE-UGT, o Elvira Ontañón, hija de María Sánchez Arbós, maestra de la Institución Libre de Enseñanza y autora de Mi diario, donde recopiló sus anotaciones e ideas sobre la educación.

## Proyecciones
El interés y la repercusión de Las maestras de la República ha dado lugar a que el documental se proyecte en multitud de salas de toda España, con debates posteriores y recibiendo diversos premios por el trabajo realizado.

## Reparto
- Marta Barriuso (voz en off)
- Laura de Pedro
- Mª del Carmen Agulló Díazː investigadora
- Hilda Farfante Gayo: familiar
- Carmen García Colmenares: investigadora
- Herminio Lafoz Rabaza: investigador
- Elvira Ontañón Sánchez-Arbós: familiar
- Mª del Mar del Pozo Andrés: investigadora
- Sara Ramos Zamora: investigadora
- Alfonso Vigre García: familiar

## Premios
- 2014: Goya a la mejor película documental.[19][20]

## Diarios de libertad. Maestras y pedagogas de la II República
En 2017, siguiendo con el proyecto de memoria histórica iniciado con Las maestras de la República, se llevó a cabo la exposición Diarios de Libertad. Maestras y pedagogas de la II República. Inaugurada en el Centro Cultural Galileo de Madrid, ha recorrido diferentes locales de la ciudad y se sigue exponiendo de modo itinerante en diversos lugares de la de la geografía española.